# Xiphosomella boliviensis
Xiphosomella boliviensis är en stekelart som beskrevs av Szepligeti 1906. Xiphosomella boliviensis ingår i släktet Xiphosomella och familjen brokparasitsteklar. Inga underarter finns listade i Catalogue of Life.